# フットボールス・アルスヴェンスカン2004
フットボールス・アルスヴェンスカン 2004 は、スウェーデン最上位サッカーリーグの第80シーズン目である。マルメFFが18回目の優勝を決め、通算15回目のスヴェンスカ・メスタレ・イ・フットボールとなった。開催期間は4月3日から10月30日。5月24日から6月30日かはユーロ2004による中断期間であった。

## 方式
全26節。12位は入れ替え戦出場、13・14位は自動降格。勝ち点は3ポイント制。

## 出来事
- 2003年11月、ユールゴーデンスIFが来季のホームゲーム会場をロースンダ・スタディオンに移すことを発表した[3]。

- 2004年4月6日火曜日のハンマルビーIF-マルメFF (0-0)戦は、15626人の観衆を集めた。試合後、マルメサポーターが亡くなった3人の有名なハンマルビーの元選手達を揶揄する横断幕を出し、マスコミに大きく報道された[4][5]。
- ロースンダ・スタディオンで開催された10月18日・日曜日のハンマルビーIF-AIK戦 (1-1)は、観衆による妨害が発生し、AIKは10月24日の次回ホームゲーム・オルグリーテIS戦を、無観客試合で行うことを命じられた[6]。 さらに、この試合にAIKは0－3で敗れスーペルエッタン降格が決定。無観客試合を取材したスポルトブラーデット（スウェーデン語版）紙の記者ラッセ・サンドリーン（スウェーデン語版）は、詩編23編を引用し、会場の雰囲気を「死の影の谷」と表現した[7]。

- 11月5日、スウェーデンサッカー協会・リーグ実行委員会が外国人選手枠について協議した。その席で、1－1のドローに終わった4月18日のGIFスンツヴァル-オルグリーテIS戦について、スンツヴァル勝利という裁定を下した。結果はスンツヴァルの3－0勝利に書き換えられたのだが、すでに終わっていたシーズンの最終順位を変更することにもなり、批判を浴びた。オルグリーテはこの勝ち点1マイナスで、入れ替え戦出場となってしまった。マルメFFも外国人問題の渦中にあったが、勝ち点削減を免れた[8]。

- 優勝争いは最終節にもつれ込み、得失点差で大きなビハインドを背負うIFKヨーテボリも数字的にわずかなチャンスを残していたものの、実質的にハルムスタッズBKとマルメFFの争いとなった。得失点差で優るハルムスタはホームで強敵IFKGと、マルメは楽勝と思われる中位IFエルフスボリと対戦した。ハルムスタは前半終了間際に先制するも、後半に不運なハンドの判定でPKを献上、スコアは振出しに戻る。その後相手に退場者が出たにもかかわらず、ハルムスタは再三の決定機を逃し、痛恨のドロー。一方マルメはPKのチャンスをきっちりモノにして1－0の勝利を挙げ、優勝した。
- シーズン終了後、スウェーデンサッカー協会クラブライセンス審議会は、オレブルーSKの財務状態の悪さを理由に彼らのエリートライセンス（スウェーデン語版）更新を却下。よって、ŌSKのスーペレッタン強制降格が決まった。このため、入れ替え戦で敗北したシリアンスカFCが来季アルスヴェンスカンに繰り上がりで昇格することが決まった[9]。

## 出場クラブ
| クラブ               | 昨季順位 | 1部初昇格 | 直近昇格 |
| -------------------- | -------- | --------- | -------- |
| AIK                  | 5        | 1924–25   | 1981     |
| ジュールゴーデンスIF | 1        | 1927–28   | 2001     |
| IFエルフスボリ       | 10       | 1926–27   | 1997     |
| IFKヨーテボリ        | 7        | 1924–25   | 1977     |
| ハルムスタッズBK     | 9        | 1933–34   | 1993     |
| ハンマルビーIF       | 2        | 1924–25   | 1998     |
| ヘルシンボリスIF     | 6        | 1924–25   | 1993     |
| カルマルFF           | 1 (二部) | 1949–50   | 2004     |
| ランズクローナBoIS   | 11       | 1924–25   | 2002     |
| マルメFF             | 3        | 1931–32   | 2001     |
| GIFスンツヴァル      | 12       | 1965      | 2000     |
| トレッレボリFF       | 2 (二部) | 1985      | 2004     |
| エーレブルーSK       | 8        | 1946–47   | 1989     |
| オルグリーテIS       | 4        | 1924–25   | 1995     |

## 順位表
| 順 | チーム             | 試 | 勝 | 分 | 敗 | 得 | 失 | 差  | 点 | 出場権または降格                         |
| -- | ------------------ | -- | -- | -- | -- | -- | -- | --- | -- | ---------------------------------------- |
| 1  | マルメFF (C)       | 26 | 15 | 7  | 4  | 44 | 21 | +23 | 52 | UEFAチャンピオンズリーグ 2005-06出場     |
| 2  | ハルムスタッズBK   | 26 | 14 | 8  | 4  | 53 | 27 | +26 | 50 | UEFAカップ 2005-06出場                   |
| 3  | IFKヨーテボリ      | 26 | 14 | 5  | 7  | 33 | 20 | +13 | 47 | UEFAインタートトカップ 2005出場          |
| 4  | ユールゴーデンスIF | 26 | 11 | 8  | 7  | 38 | 32 | +6  | 41 | UEFAカップ 2005-06出場                   |
| 5  | カルマルFF         | 26 | 10 | 10 | 6  | 27 | 18 | +9  | 40 |                                          |
| 6  | ハンマルビーIF     | 26 | 10 | 7  | 9  | 28 | 28 | 0   | 37 |                                          |
| 7  | GIFスンツヴァル    | 26 | 9  | 7  | 10 | 30 | 29 | +1  | 34 |                                          |
| 8  | エーレブルーSK (R) | 26 | 9  | 6  | 11 | 32 | 45 | −13 | 33 | スーペルエッタン2005降格                 |
| 9  | IFエルフスボリ     | 26 | 8  | 8  | 10 | 25 | 32 | −7  | 32 |                                          |
| 10 | ヘルシンボリスIF   | 26 | 7  | 9  | 10 | 41 | 33 | +8  | 30 |                                          |
| 11 | ランズクローナBoIS | 26 | 7  | 9  | 10 | 27 | 33 | −6  | 30 |                                          |
| 12 | オルグリーテIS (O) | 26 | 6  | 9  | 11 | 24 | 35 | −11 | 27 | クヴァール・ティル・アールスヴェンスカン |
| 13 | AIK (R)            | 26 | 5  | 10 | 11 | 23 | 35 | −12 | 25 | スーペルエッタン2005降格                 |
| 14 | トレッレボリFF (R) | 26 | 2  | 7  | 17 | 18 | 55 | −37 | 13 | スーペルエッタン2005降格                 |

1. ↑  スヴェンスカ・クッペン・イ・フットボール2004（スウェーデン語版）優勝による出場
2. ↑  シーズン終了後、スウェーデンサッカー協会はオレブルーSKの経済状態を理由に同クラブの1部リーグライセンスを剥奪した。成績は残留圏だがスーペレッタンに強制降格処分となり、入れ替わりにアッシーリスカFFが昇格した。

## クヴァール・ティル・アールスヴェンスカン
| アッシーリスカFF                 | 2–1 | オルグリーテIS      |
| -------------------------------- | --- | ------------------- |
| Isakovic 5分 · Kabba Samura 51分 |     | Paulinho Guará 41分 |

| オルグリーテIS           | 1–0 | アッシーリスカFF |
| ------------------------ | --- | ---------------- |
| Tryggvi Guðmundsson 90分 |     |                  |

合計スコア2–2・アウェイゴールでオールグリーテISの勝利。

## 得点ランキング
| 順位 | 選手                       | 所属                 | 点数 |
| ---- | -------------------------- | -------------------- | ---- |
| 1    | マルクス・ローセンベリ     | ハルムスタッズBK     | 14   |
| 2    | アフォンソ・アウヴェス     | マルメFF             | 12   |
| 3    | アンドレーアス・ヨハンソン | ジュールゴーデンスIF | 11   |
| 4    | ジデ・アンデルソン         | カルマルFF           | 10   |
| 4    | ペータ・グラウルン         | ヘルシンボリスIF     | 10   |
| 4    | ピーター・イジェフ         | IFKヨーテボリ        | 10   |
| 4    | シャルベル・トゥーマ       | ハルムスタッズBK     | 10   |

## 観客動員数
- リーグ全体平均: 9788[10]

### 動員数上位試合
- 40 186: オルグリーテIS–IFKヨーテボリ 1–2, ウッレヴィ 2004年5月4日[11]
- 38 983: IFKヨーテボリ–マルメFF 1–2, ウッレヴィ 2004年10月25日
- 36 312: IFKヨーテボリ–オルグリーテIS 4–0, ウッレヴィ 2004年8月9日
- 32 590: ユールゴーデンスIF–AIK 3–1, ロースンダ・スタディオン 2004年4月13日
- 27 612: AIK–ハンマルビーIF 0–1, ロースンダ・スタディオン 2004年5月13日

### クラブ別平均動員数
クラブ別平均20000人台達成は、1977年のIFKヨーテボリ以来である。
- 20 061: マルメFF
- 14 641: IFKヨーテボリ
- 13 908: AIK
- 12 877: ハンマルビーIF
- 12 322: ユールゴーデンスIF
- 10 169: ヘルシンボリスIF
- 9 113: ハルムスタッズBK
- 7 519: オルグリーテIS
- 7 243: エーレブルーSK
- 7 123: カルマルFF
- 6 443: IFエルフスボリ
- 6 270: GIFスンツヴァル
- 5 881: ランズクローナBoIS
- 3 459: トレッレボリFF

### 最小動員試合
- 0: AIK-オルグリーテIS 0–3, ロースンダ・スタディオン, 2004年10月24日[11]

## スヴェンスカ・メスタレ
- 監督: トム・プラール（スウェーデン語版）

| 選手                           | 試合 | ゴール |
| ------------------------------ | ---- | ------ |
| マッティアス・アスペル (MV)    | 26   | 0      |
| ルアイ・チャンコ               | 26   | 0      |
| ジョゼフ・エランガ             | 25   | 1      |
| ヨン・インゲ・ホイラン         | 25   | 4      |
| ニクラス・スコーグ             | 25   | 8      |
| アフォンソ・アウヴェス         | 24   | 12     |
| アンドリーアス・イングヴェソン | 24   | 5      |
| オーロヴ・パーション           | 23   | 1      |
| ヨン・ヨンソン                 | 21   | 3      |
| トーマス・オルソン             | 20   | 1      |
| ダニエル・マイストロヴィッチ   | 18   | 2      |
| ハンス・マッティアソン         | 16   | 0      |
| トービアス・グラーン           | 13   | 2      |
| ダニエル・アンデション         | 11   | 0      |
| パトリック・アンデション       | 10   | 1      |
| ペーテル・アーベルソン         | 8    | 2      |
| イゴール・シプニェフスキ       | 8    | 2      |
| グレン・ホルゲション           | 6    | 0      |
| イクセル・オスマノヴスキ       | 6    | 0      |
| ダルコ・ルカノヴィッチ         | 4    | 0      |
| ヨーワン・ニルソン・ギーオマル | 3    | 0      |
| ベフレン・セフェリ             | 3    | 0      |

MV = ゴールキーパー